# Copa América 1991
De Copa América 1991 was een voetbaltoernooi gehouden in Chili van 8 juli tot 21 juli 1991.
Alle landen van de CONMEBOL deden mee.
De landen werden verdeeld over twee groepen van vijf teams. De nummers één en twee gingen door naar de tweede groepsfase. Degene die wist te winnen was winnaar van Copa América.
De puntenverdeling was als volgt:
- Twee punten voor winst
- Eén punt voor gelijkspel
- Nul punten voor verlies

## Deelnemende landen
| Land         | Aantal deelnames | Huidig aantal deelnames op rij | Vorige deelname |
| ------------ | ---------------- | ------------------------------ | --------------- |
| Argentinië   | 32ste            | 13                             | 1989            |
| Bolivia      | 16de             | 8                              | 1989            |
| Brazilië (t) | 26ste            | 6                              | 1989            |
| Chili (g)    | 28ste            | 7                              | 1989            |
| Colombia     | 11de             | 6                              | 1989            |
| Ecuador      | 17de             | 6                              | 1989            |
| Paraguay     | 26ste            | 10                             | 1989            |
| Peru         | 21ste            | 6                              | 1989            |
| Uruguay      | 33ste            | 7                              | 1989            |
| Venezuela    | 7de              | 7                              | 1989            |

- (g) = gastland
- (t) = titelverdediger

## Stadions
| Santiago                                     | · Santiago Concepción Viña del Mar · Valparaíso | Concepción                           |
| Estadio Nacional de Chile Capaciteit: 70.000 | · Santiago Concepción Viña del Mar · Valparaíso | Estadio Municipal Capaciteit: 35.000 |
|                                              | · Santiago Concepción Viña del Mar · Valparaíso |                                      |
| Valparaíso                                   | · Santiago Concepción Viña del Mar · Valparaíso | Viña del Mar                         |
| Estadio Playa Ancha Capaciteit: 19.000       | · Santiago Concepción Viña del Mar · Valparaíso | Estadio Sausalito Capaciteit: 20.000 |
|                                              | · Santiago Concepción Viña del Mar · Valparaíso |                                      |

## Scheidsrechters
De organisatie nodigde 12 scheidsrechters uit voor 26 wedstrijden. Tussen haakjes het aantal gefloten duels tijdens de Copa América 1991.

## Groepsfase

### Groep A
| Land       | Wed | Win | Gel | Ver | DV | DT | +/− | Pnt |
| ---------- | --- | --- | --- | --- | -- | -- | --- | --- |
| Argentinië | 4   | 4   | 0   | 0   | 11 | 3  | +8  | 8   |
| Chili      | 4   | 3   | 0   | 1   | 10 | 3  | +7  | 6   |
| Paraguay   | 4   | 2   | 0   | 2   | 7  | 8  | –1  | 4   |
| Peru       | 4   | 1   | 0   | 3   | 9  | 9  | 0   | 2   |
| Venezuela  | 4   | 0   | 0   | 4   | 1  | 15 | –14 | 0   |

|                                |                                  |       |           |                                                                                     |
| 6 juli 1991 «onderlinge duels» | Chili                            | 2 – 0 | Venezuela | Estadio Nacional, Santiago Toeschouwers: 45.000 Scheidsrechter: Armando Pérez Hoyos |
| 6 juli 1991 «onderlinge duels» | Hugo Rubio 22' Iván Zamorano 34' |       |           | Estadio Nacional, Santiago Toeschouwers: 45.000 Scheidsrechter: Armando Pérez Hoyos |

|                                |                 |       |      |                                                                              |
| 6 juli 1991 «onderlinge duels» | Paraguay        | 1 – 0 | Peru | Estadio Nacional, Santiago Toeschouwers: 45.000 Scheidsrechter: Óscar Ortubé |
| 6 juli 1991 «onderlinge duels» | Luis Monzón 21' |       |      | Estadio Nacional, Santiago Toeschouwers: 45.000 Scheidsrechter: Óscar Ortubé |

|                                |                                                                               |       |                                       |                                                                                    |
| 8 juli 1991 «onderlinge duels» | Chili                                                                         | 4 – 2 | Peru                                  | Estadio Municipal, Concepción Toeschouwers: 18.798 Scheidsrechter: Ernesto Filippi |
| 8 juli 1991 «onderlinge duels» | Hugo Rubio 16' Jorge Contreras 51' (pen.) Iván Zamorano 61' Iván Zamorano 74' |       | 59' Flavio Maestri 71' José del Solar | Estadio Municipal, Concepción Toeschouwers: 18.798 Scheidsrechter: Ernesto Filippi |

|                                |                                                                         |       |           |                                                                                         |
| 8 juli 1991 «onderlinge duels» | Argentinië                                                              | 3 – 0 | Venezuela | Estadio Municipal, Concepción Toeschouwers: 50.000 Scheidsrechter: Milton Villavicencio |
| 8 juli 1991 «onderlinge duels» | Gabriel Batistuta 28' Claudio Caniggia 43' Gabriel Batistuta 50' (pen.) |       |           | Estadio Municipal, Concepción Toeschouwers: 50.000 Scheidsrechter: Milton Villavicencio |

|                                 |                                                                                                 |       |           |                                                                                    |
| 10 juli 1991 «onderlinge duels» | Paraguay                                                                                        | 5 – 0 | Venezuela | Estadio Nacional, Santiago Toeschouwers: 30.000 Scheidsrechter: José Torres Cadena |
| 10 juli 1991 «onderlinge duels» | Gustavo Neffa 34' Carlos Guirland 38' Luis Monzón 75' Vidal Sanabria 81' Luis Monzón 87' (pen.) |       |           | Estadio Nacional, Santiago Toeschouwers: 30.000 Scheidsrechter: José Torres Cadena |

|                                 |       |                       |            |                                                                                       |
| 10 juli 1991 «onderlinge duels» | Chili | 0 – 1                 | Argentinië | Estadio Nacional, Santiago Toeschouwers: 68.215 Scheidsrechter: José Roberto Wright ) |
| 10 juli 1991 «onderlinge duels» |       | 81' Gabriel Batistuta |            | Estadio Nacional, Santiago Toeschouwers: 68.215 Scheidsrechter: José Roberto Wright ) |

|                                 | |       |                           |                                                                                    |
| 12 juli 1991 «onderlinge duels» | Peru                                                                                                 | 5 – 1 | Venezuela                 | Estadio Nacional, Santiago Toeschouwers: 5.000 Scheidsrechter: Armando Pérez Hoyos |
| 12 juli 1991 «onderlinge duels» | Eugenio La Rosa 9' Robert Cavallo 21' (e.d.) Eugenio La Rosa 55' José del Solar 58' Jorge Hirano 62' |       | 14' (e.d.) José del Solar | Estadio Nacional, Santiago Toeschouwers: 5.000 Scheidsrechter: Armando Pérez Hoyos |

|                                 |                                                                                   |       |                  |                                                                                 |
| 12 juli 1991 «onderlinge duels» | Argentinië                                                                        | 4 – 1 | Paraguay         | Estadio Nacional, Santiago Toeschouwers: 40.000 Scheidsrechter: Ernesto Filippi |
| 12 juli 1991 «onderlinge duels» | Gabriel Batistuta 40' Diego Simeone 61' Leonardo Astrada 70' Claudio Caniggia 81' |       | 79' José Cardozo | Estadio Nacional, Santiago Toeschouwers: 40.000 Scheidsrechter: Ernesto Filippi |

|                                 |                                                          |       |                                           |                                                                              |
| 14 juli 1991 «onderlinge duels» | Argentinië                                               | 3 – 2 | Peru                                      | Estadio Nacional, Santiago Toeschouwers: 80.000 Scheidsrechter: Óscar Ortubé |
| 14 juli 1991 «onderlinge duels» | Diego Latorre 3' Néstor Craviotto 51' Claudio García 57' |       | 35' (pen.) Alfonso Yáñez 65' Jorge Hirano | Estadio Nacional, Santiago Toeschouwers: 80.000 Scheidsrechter: Óscar Ortubé |

|                                 |                                                                  |       |           |                                                                                     |
| 14 juli 1991 «onderlinge duels» | Chili                                                            | 4 – 0 | Venezuela | Estadio Nacional, Santiago Toeschouwers: 67.902 Scheidsrechter: José Roberto Wright |
| 14 juli 1991 «onderlinge duels» | Hugo Rubio 12' Iván Zamorano 15' Fabián Estay 63' Jaime Vera 78' |       |           | Estadio Nacional, Santiago Toeschouwers: 67.902 Scheidsrechter: José Roberto Wright |

### Groep B
| Land     | Wed | Win | Gel | Ver | DV | DT | +/− | Pnt |
| -------- | --- | --- | --- | --- | -- | -- | --- | --- |
| Colombia | 4   | 2   | 1   | 1   | 3  | 1  | +2  | 5   |
| Brazilië | 4   | 2   | 1   | 1   | 6  | 5  | +1  | 5   |
| Uruguay  | 4   | 1   | 3   | 0   | 4  | 3  | +1  | 5   |
| Ecuador  | 4   | 1   | 1   | 2   | 6  | 5  | +1  | 3   |
| Bolivia  | 4   | 0   | 2   | 2   | 2  | 7  | –5  | 2   |

|                                |                     |       |         |                                                                                   |
| 7 juli 1991 «onderlinge duels» | Colombia            | 1 – 0 | Ecuador | Estadio Playa Ancha, Valparaíso Toeschouwers: 15.000 Scheidsrechter: Juan Escobar |
| 7 juli 1991 «onderlinge duels» | Antony de Ávila 25' |       |         | Estadio Playa Ancha, Valparaíso Toeschouwers: 15.000 Scheidsrechter: Juan Escobar |

|                                |                        |       |                         |                                                                                    |
| 7 juli 1991 «onderlinge duels» | Bolivia                | 1 – 1 | Uruguay                 | Estadio Playa Ancha, Valparaíso Toeschouwers: 10.000 Scheidsrechter: Carlos Maciel |
| 7 juli 1991 «onderlinge duels» | Juan Berthy Suárez 16' |       | 73' Ramón Víctor Castro | Estadio Playa Ancha, Valparaíso Toeschouwers: 10.000 Scheidsrechter: Carlos Maciel |

|                                |                           |       |                   |                                                                                    |
| 9 juli 1991 «onderlinge duels» | Uruguay                   | 1 – 1 | Ecuador           | Estadio Sausalito, Viña del Mar Toeschouwers: 18.430 Scheidsrechter: Gastón Castro |
| 9 juli 1991 «onderlinge duels» | Gustavo Méndez 47' (pen.) |       | 43' Álex Aguinaga | Estadio Sausalito, Viña del Mar Toeschouwers: 18.430 Scheidsrechter: Gastón Castro |

|                                |                           |       |                          |                                                                                   |
| 9 juli 1991 «onderlinge duels» | Brazilië                  | 2 – 1 | Bolivia                  | Estadio Sausalito, Viña del Mar Toeschouwers: 18.430 Scheidsrechter: José Ramirez |
| 9 juli 1991 «onderlinge duels» | Neto 5' (pen.) Branco 47' |       | 89' (pen.) Erwin Sánchez | Estadio Sausalito, Viña del Mar Toeschouwers: 18.430 Scheidsrechter: José Ramirez |

|                                 |          |       |         |                                                                                       |
| 11 juli 1991 «onderlinge duels» | Colombia | 0 – 0 | Bolivia | Estadio Sausalito, Viña del Mar Toeschouwers: 15.000 Scheidsrechter: Francisco Farias |
| 11 juli 1991 «onderlinge duels» |          |       |         | Estadio Sausalito, Viña del Mar Toeschouwers: 15.000 Scheidsrechter: Francisco Farias |

|                                 |                |       |                  |                                                                                          |
| 11 juli 1991 «onderlinge duels» | Brazilië       | 1 – 1 | Uruguay          | Estadio Sausalito, Viña del Mar Toeschouwers: 15.448 Scheidsrechter: Juan Carlos Loustau |
| 11 juli 1991 «onderlinge duels» | João Paulo 29' |       | 66' Peter Méndez | Estadio Sausalito, Viña del Mar Toeschouwers: 15.448 Scheidsrechter: Juan Carlos Loustau |

|                                 |                                                                            |       |         |                                                                                    |
| 13 juli 1991 «onderlinge duels» | Ecuador                                                                    | 4 – 0 | Bolivia | Estadio Sausalito, Viña del Mar Toeschouwers: 19.000 Scheidsrechter: Gastón Castro |
| 13 juli 1991 «onderlinge duels» | Álex Aguinaga 32' Raúl Avilés 42' Raúl Avilés 73' Erwin Ramírez 79' (pen.) |       |         | Estadio Sausalito, Viña del Mar Toeschouwers: 19.000 Scheidsrechter: Gastón Castro |

|                                 |          |                                         |          |                                                                                    |
| 13 juli 1991 «onderlinge duels» | Brazilië | 0 – 2                                   | Colombia | Estadio Sausalito, Viña del Mar Toeschouwers: 15.000 Scheidsrechter: Carlos Maciel |
| 13 juli 1991 «onderlinge duels» |          | 35' Antony de Ávila 66' Arnoldo Iguarán |          | Estadio Sausalito, Viña del Mar Toeschouwers: 15.000 Scheidsrechter: Carlos Maciel |

|                                 |                  |       |          |                                                                                          |
| 15 juli 1991 «onderlinge duels» | Uruguay          | 1 – 0 | Colombia | Estadio Sausalito, Viña del Mar Toeschouwers: 30.000 Scheidsrechter: Juan Carlos Loustau |
| 15 juli 1991 «onderlinge duels» | Peter Méndez 19' |       |          | Estadio Sausalito, Viña del Mar Toeschouwers: 30.000 Scheidsrechter: Juan Carlos Loustau |

|                                 |                                                         |       |                  |                                                                                   |
| 15 juli 1991 «onderlinge duels» | Brazilië                                                | 3 – 1 | Ecuador          | Estadio Sausalito, Viña del Mar Toeschouwers: 19.000 Scheidsrechter: Juan Escobar |
| 15 juli 1991 «onderlinge duels» | Mazinho Oliveira 8' Márcio Santos 54' Luís Henrique 89' |       | 12' Carlos Muñoz | Estadio Sausalito, Viña del Mar Toeschouwers: 19.000 Scheidsrechter: Juan Escobar |

## Finaleronde
| Land       | Wed | Win | Gel | Ver | DV | DT | +/− | Pnt |
| ---------- | --- | --- | --- | --- | -- | -- | --- | --- |
| Argentinië | 3   | 2   | 1   | 0   | 5  | 3  | +2  | 5   |
| Brazilië   | 3   | 2   | 0   | 1   | 6  | 3  | +3  | 4   |
| Chili      | 3   | 0   | 2   | 1   | 1  | 3  | –2  | 2   |
| Colombia   | 3   | 0   | 1   | 2   | 2  | 5  | –3  | 1   |

|                                 |                                                        |       |                          |                                                                               |
| 17 juli 1991 «onderlinge duels» | Argentinië                                             | 3 – 2 | Brazilië                 | Estadio Nacional, Santiago Toeschouwers: 44.005 Scheidsrechter: Carlos Maciel |
| 17 juli 1991 «onderlinge duels» | Darío Franco 1' Darío Franco 29' Gabriel Batistuta 46' |       | 5' Branco 52' João Paulo | Estadio Nacional, Santiago Toeschouwers: 44.005 Scheidsrechter: Carlos Maciel |

|                                 |                   |       |                     |                                                                                 |
| 17 juli 1991 «onderlinge duels» | Chili             | 1 – 1 | Colombia            | Estadio Nacional, Santiago Toeschouwers: 65.000 Scheidsrechter: Ernesto Filippi |
| 17 juli 1991 «onderlinge duels» | Iván Zamorano 74' |       | 37' Arnoldo Iguarán | Estadio Nacional, Santiago Toeschouwers: 65.000 Scheidsrechter: Ernesto Filippi |

|                                 |       |       |            |                                                                                 |
| 19 juli 1991 «onderlinge duels» | Chili | 0 – 0 | Argentinië | Estadio Nacional, Santiago Toeschouwers: 37.612 Scheidsrechter: Ernesto Filippi |
| 19 juli 1991 «onderlinge duels» |       |       |            | Estadio Nacional, Santiago Toeschouwers: 37.612 Scheidsrechter: Ernesto Filippi |

|                                 |          |                                    |          |                                                                              |
| 19 juli 1991 «onderlinge duels» | Colombia | 0 – 2                              | Brazilië | Estadio Nacional, Santiago Toeschouwers: 75.000 Scheidsrechter: José Ramírez |
| 19 juli 1991 «onderlinge duels» |          | 29' Renato Gaucho 76' (pen) Branco |          | Estadio Nacional, Santiago Toeschouwers: 75.000 Scheidsrechter: José Ramírez |

|                                 |       |                                       |          |                                                                              |
| 21 juli 1991 «onderlinge duels» | Chili | 0 – 2                                 | Brazilië | Estadio Nacional, Santiago Toeschouwers: 45.104 Scheidsrechter: Juan Loustau |
| 21 juli 1991 «onderlinge duels» |       | 8' Mazinho Oliveira 55' Luis Henrique |          | Estadio Nacional, Santiago Toeschouwers: 45.104 Scheidsrechter: Juan Loustau |

|                                 |                                         |       |                     |                                                                              |
| 21 juli 1991 «onderlinge duels» | Argentinië                              | 2 – 1 | Colombia            | Estadio Nacional, Santiago Toeschouwers: 50.000 Scheidsrechter: Juan Escobar |
| 21 juli 1991 «onderlinge duels» | Diego Simeone 11' Gabriel Batistuta 19' |       | 70' Antony de Ávila | Estadio Nacional, Santiago Toeschouwers: 50.000 Scheidsrechter: Juan Escobar |

|                       |
| Vlag van Argentinië   |
| ARGENTINIË 13de titel |

## Doelpuntenmakers
6  doelpunten
- Gabriel Batistuta

5  doelpunten
- Iván Zamorano

3  doelpunten
- Branco
- Hugo Rubio
- Antony de Ávila
- Luis Monzón
- Peter Méndez

2  doelpunten
- Claudio Caniggia
- Darío Franco
- Diego Simeone
- João Paulo

- Luiz Henrique
- Mazinho Oliveira
- Arnoldo Iguarán
- Álex Aguinaga

- Ney Avilés
- José del Solar
- Jorge Hirano
- Eugenio La Rosa

1 doelpunt
- Leonardo Astrada
- Néstor Craviotto
- Claudio García
- Diego Latorre
- Erwin Sánchez
- Juan Berthy Suárez
- Márcio Santos

- Neto
- Renato Gaúcho
- Jorge Contreras
- Fabián Estay
- Jaime Vera
- Carlos Muñoz
- Erwin Ramírez

- José Cardozo
- Carlos Guirland
- Gustavo Neffa
- Vidal Sanabria
- Alfonso Yáñez
- Flavio Maestri
- Ramón Castro

Eigen doelpunt
- José del Solar (Tegen Venezuela)
- Robert Cavallo (Tegen Peru)

1916 · 
1917 · 
1919 · 
1920 · 
1921 · 
1922 · 
1923 · 
1924 · 
1925 · 
1926 · 
1927 · 
1929 · 
1935 · 
1937 · 
1939 · 
1941 · 
1942 · 
1945 · 
1946 · 
1947 · 
1949 · 
1953 · 
1955 · 
1956 · 
1957 · 
1959 · 
1959 · 
1963 · 
1967 · 
1975 · 
1979 · 
1983 · 
1987 · 
1989 · 
1991 · 
1993 · 
1995 · 
1997 · 
1999 · 
2001 · 
2004 · 
2007 · 
2011 · 
2015 · 
2016 ·
2019 ·
2021 ·
2024